# Jure Velepec
Jure Velepec, slovenski biatlonec, * 10. junij 1965, Ljubljana.
Velepec je za Jugoslavijo nastopil na Zimskih olimpijskih igrah 1984 v Sarajevu ter na Zimskih olimpijskih igrah 1988 v Calgaryju, po razpadu te države pa še za Slovenijo na Zimskih olimpijskih igrah 1992 v Albertvillu in na Zimskih olimpijskih igrah 1994 v Lillehammerju.
Je podpolkovnik Slovenske vojske in poveljnik športne enote.